# Diego Sorgatto
Diego Vaz Sorgatto (Luziânia, 10 de agosto de 1990) é um empresário e político brasileiro, filiado ao União Brasil (UNIÃO). É prefeito de Luziânia, cargo que exerce desde janeiro de 2021, tendo sido reeleito em 2024 com 72.478 votos (75,32% dos votos válidos), a maior votação da história do município.
Anteriormente, foi o deputado mais jovem a ser eleito para a Assembleia Legislativa de Goiás (2014) com 32.162 votos. Já em 2018, aumentou sua votação para 41.362 votos, totalizando 1,34% dos votos válidos, e foi reeleito deputado estadual em Goiás.
Em 2008, aos 18 anos, foi eleito o vereador mais jovem de Goiás e um dos mais jovens do Brasil.
Sorgatto iniciou sua jornada na política antes mesmo de completar a maioridade — quando disputou a sua primeira eleição — com apenas 17 anos. Na oportunidade foi eleito pelo Partido da Social Democracia Brasileira (PSDB) e ocupou seu primeiro cargo político como vereador de Luziânia. Diego completou 18 anos 2 meses após às eleições daquele ano. 
Considerado um fenômeno político local, ainda como vereador e presidente da Câmara de Luziânia, já era visto pela população e por analistas políticos como futuro prefeito do município, fato que se concretizou em 2020, onde foi eleito no primeiro turno da eleição com quase 50 mil votos.  

## Biografia
Nascido em Luziânia, Diego Sorgatto despertou o interesse pela política muito cedo. Aos 18 anos, no ano de 2008, foi eleito o vereador mais jovem do estado de Goiás. Em 2012, no seu último ano de mandato como vereador, foi eleito por unanimidade presidente da Câmara Municipal.
Ao fim do seu mandato de vereador, Diego ocupou os cargos de Secretário de Esporte e Lazer do município e ainda respondeu pela pasta da Cultura e Juventude. Em 2013, assumiu a Administração do distrito do Jardim do Ingá, período em que realizou diversas ações voltadas para educação, saúde, infraestrutura e esporte.

Em 2014, com 32.162 votos, foi eleito o deputado estadual mais jovem da assembleia legislativa de Goiás. Em 2018, com 41.362 votos, foi reeleito a deputado estadual, sendo o terceiro mais votado do estado. Em 2020, foi eleito prefeito de Luziânia com 57% dos votos válidos.